# Antipathes dendrochristos
Antipathes dendrochristos is een Antipathariasoort uit de familie van de Antipathidae. De wetenschappelijke naam van de soort is voor het eerst geldig gepubliceerd in 2005 door Opresko.